# Stenomeris
Stenomeris, Jugoistočnoazijski biljni rod rizomatoznih geofitskih penjačica iz porodice bljuštovki. Priznate su dvije vrste raširene po Sumatri, Borneu, Malezijskom poluotoku i Filipinima.. Jedna od njih je filipinski endem.

## Vrste
1. Stenomeris borneensis Oliv.
2. Stenomeris dioscoreifolia Planch.